# ريوزو إيشينو
ريوزو إيشينو (石野竜三 إيشينو ريوزو) هو مؤدي أصوات ياباني ولد في 12 ديسمبر 1962 في تشيبا.

## أدواره في الأنمي

### مسلسلات أنمي تلفزيونية
- التقرير المتنقل الجديد جاندام وينج - شانج ووفيه
- البدلة المتنقلة فيكتوري جاندام - جيتل ديبلي
- سنغوكو باسارا - تشوسوكابي موتوتشيكا
- سنغوكو باسارا تو - تشوسوكابي موتوتشيكا
- هايبر بوليس - تومي فوجيوكا
- هاجيمي نو إيبو - كاميا
- كيمونو نو سوجا إيرين - وادان
- .hack//Roots - سمايل
- زامد الذكرى الضائعة - قائد ASP
- دورارارا!! - إيواسي

### أوفا أنمي
- التقرير المتنقل الجديد جاندام وينج: إندليس والتز - شانج ووفيه

### أفلام أنمي
- سنغوكو باسارا -The Last Party- - تشوسوكابي موتوتشيكا

## أدواره في ألعاب الفيديو
- سنغوكو باسارا: ساموراي هيروز - موتوتشيكا تشوسوكابي

## وصلات خارجية
- ريوزو إيشينو على موقع IMDb (الإنجليزية)
- ريوزو إيشينو على موقع ميوزك برينز (الإنجليزية)
- ريوزو إيشينو على موقع قاعدة بيانات الفيلم (الإنجليزية)
- ريوزو إيشينو على موقع ANN person (الإنجليزية)